# Deinopis longipes
Deinopis longipes là một loài nhện trong họ Deinopidae.
Loài này thuộc chi Deinopis. Deinopis longipes được miêu tả năm 1902 bởi Frederick Octavius Pickard-Cambridge.